# Trứng vịt bắc thảo

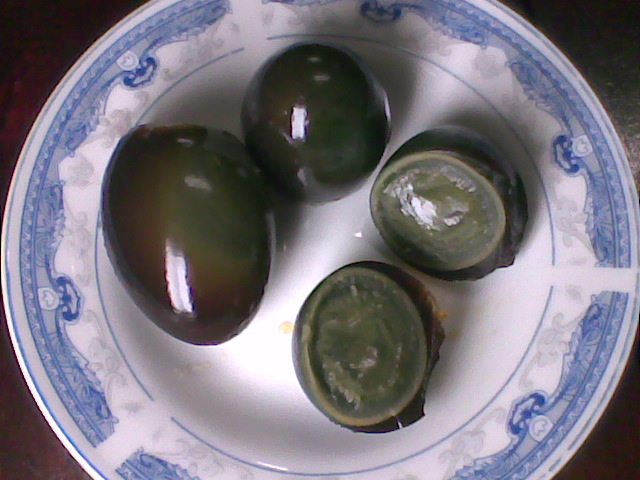
Trứng vịt bắc thảo ở Việt Nam

Trứng vịt bách thảo (hay trứng bắc thảo, Bách nhật trứng, Thiên niên bách nhật trứng, Bách niên giai thảo), là một món ăn từ trứng có nguồn gốc Trung Hoa. Tại Việt Nam, món trứng này được làm từ trứng vịt, ủ trong một hỗn hợp từ đất sét, tro, muối, vôi, và trấu... trong nhiều tuần lễ, hay nhiều tháng. Ở Trung Quốc, người ta còn làm món này từ trứng cút và trứng gà.

## Hình dạng

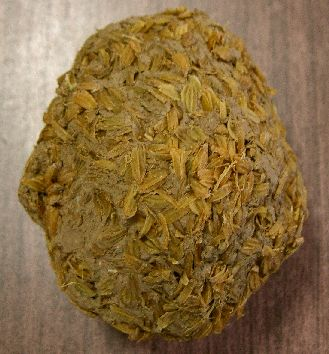
Trứng vịt bắc thảo khi chưa bóc bỏ lớp vỏ trấu bên ngoài

Trứng sau khi bóc bỏ lớp trấu và các nguyên liệu đắp ở ngoài vỏ thì vỏ trứng có màu đen trắng lẫn lộn như muối tiêu, đôi khi tạo những lớp hoa văn trên bề mặt trông rất đặc biệt. Lòng đỏ của trứng thường có màu xanh xám, xanh đen hoặc màu kem với mùi thơm mạnh đặc trưng, lòng trắng có màu nâu đen và trong suốt như thạch.

## Mùi vị
Lòng đỏ trứng bắc thảo có mùi hăng, sốc, vị the và béo. Lòng trắng ít mùi vị hơn. Món này tương đối khó ăn, nếu ăn không quen sẽ có thể khó chịu. 

## Chế biến

### Trung Quốc
Người ta làm món trứng bách thảo bằng cách ngâm trứng trong hỗn hợp bùn nhão được làm từ đất sét pha kiềm và nước, hoặc có thể dùng tro gỗ, vôi tôi, muối, nhằm duy trì thời gian ủ trứng lâu nhất. Lớp vỏ này có tác dụng ngăn ngừa vi khuẩn xâm nhập.
Một cách khác là dùng hỗn hợp gồm 300gr bột than tre, 300gr bột vôi tôi, 900gr bột muối biển, 700gr bột tro gỗ (than gỗ sồi) pha với nước đun sôi tạo thành một dạng bùn nhão, phết lên bề mặt của trứng Bách Thảo. Sau đó lăn trứng qua một lớp mỏng bột vỏ trấu để hỗn hợp bện chặt vào nhau rồi cho trứng vào vại hoặc sọt bằng lụa để bảo quản. Trong khoảng 3 tháng, hỗn hợp bùn nhão sẽ tự động khô lại, lúc này trứng đã có thể dùng được.

### Việt Nam
Tại Việt Nam, cách làm có một số biến đổi nhỏ, cách làm sau đây chỉ là ví dụ:

#### Nguyên liệu
- 50 trứng vịt
- 5 trái bồ kết
- 1/2 muỗng cà phê diêm sinh
- 4 muỗng cà phê quế bột
- 1 muỗng cà phê đinh hương
- 70g trà mạn
- 1 bó rau dền gai (hoặc trấu)
- lá trắc bách diệp (60 lá)
- 4 muỗng cà phê phèn chua.

#### Chế biến
- Thả trứng vào nước muối, trứng chìm xuống là trứng tốt (1 lít nước + 50g muối hòa tan).
- Lau trứng cho sạch hết chất dơ bám xung quanh vỏ.
- Bồ kết nướng thành than giã nhỏ như bột. Trà mạn pha với 1 lít nước sôi.
- Sau 1 giờ, vắt bỏ bã lấy nước. Đinh hương sao vàng tán nhỏ.
- Rau dền gai phơi khơ đốt lên lấy tro, trộn với bột quế, diêm sinh và lá trắc bách diệp giã nhỏ (có thể thay thế rau dền bằng trấu).
- Phèn chua, pha với 1 lít nước ngâm hột vịt ba ngày, lòng trắng sẽ trong, lòng đỏ vàng.
- Nếu muốn để lâu, trộn những nguyên liệu trên bao ngoài trứng, mỗi quả trứng bọc thêm lá trắc bách diệp, xếp đầu nhọn của trứng xuống dưới, đặt trong hũ đậy nắp thật kín, chôn xuống đất (khoảng 3 tháng hoặc lâu hơn).

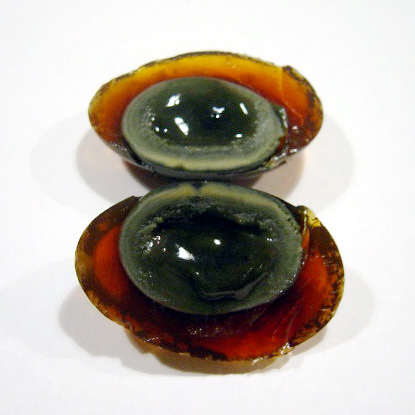
Trứng bắc thảo xắt lát
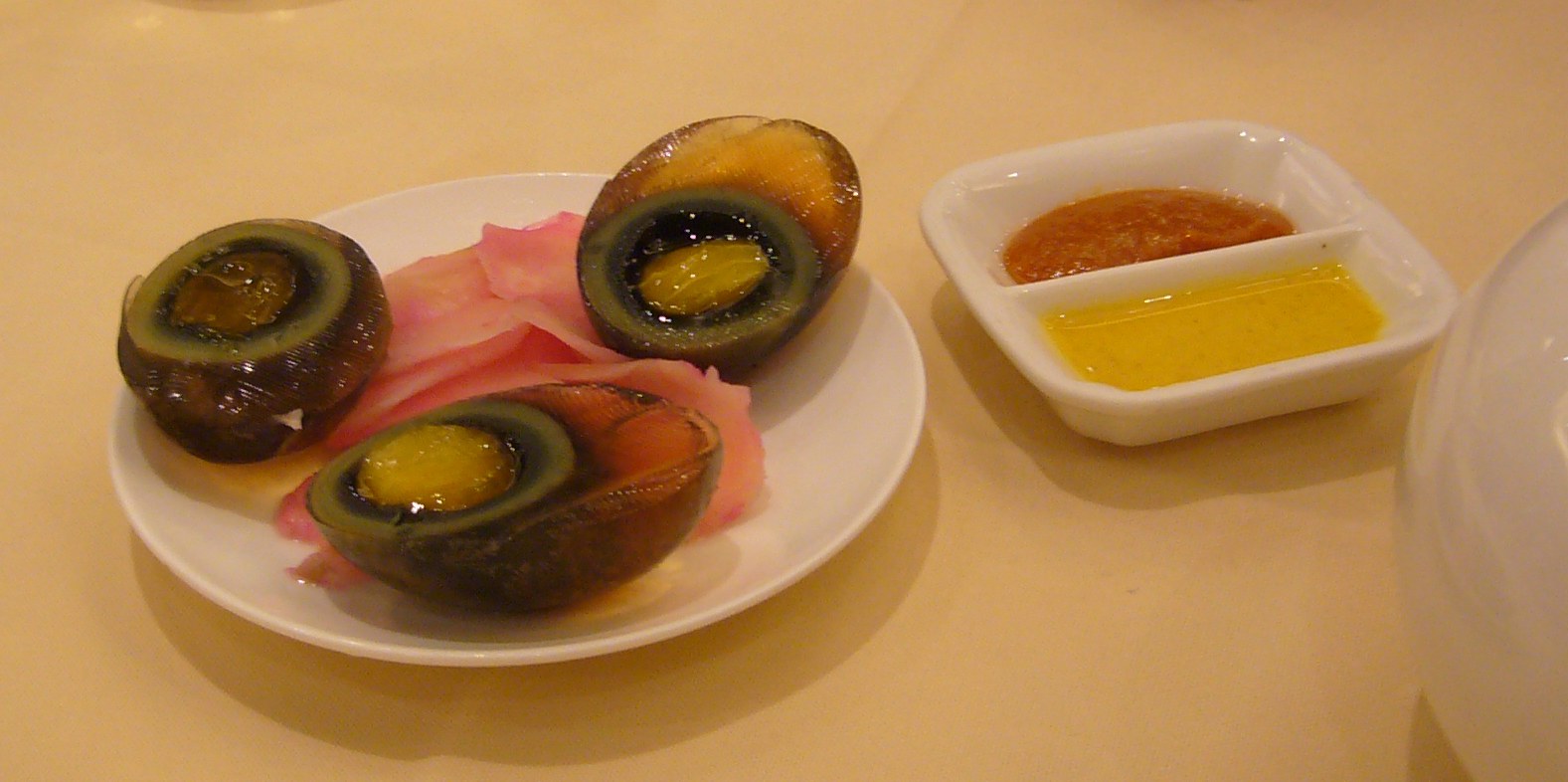
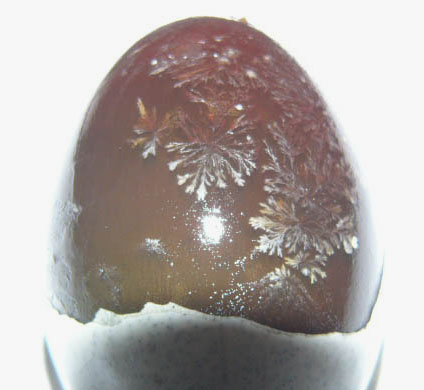
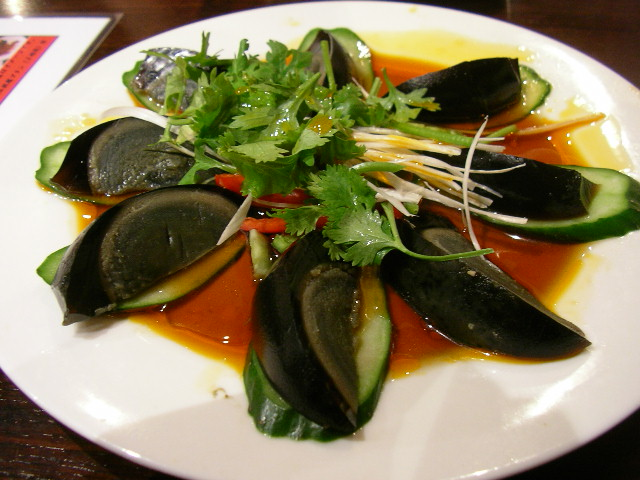
Trứng bắc thảo ăn với dưa leo
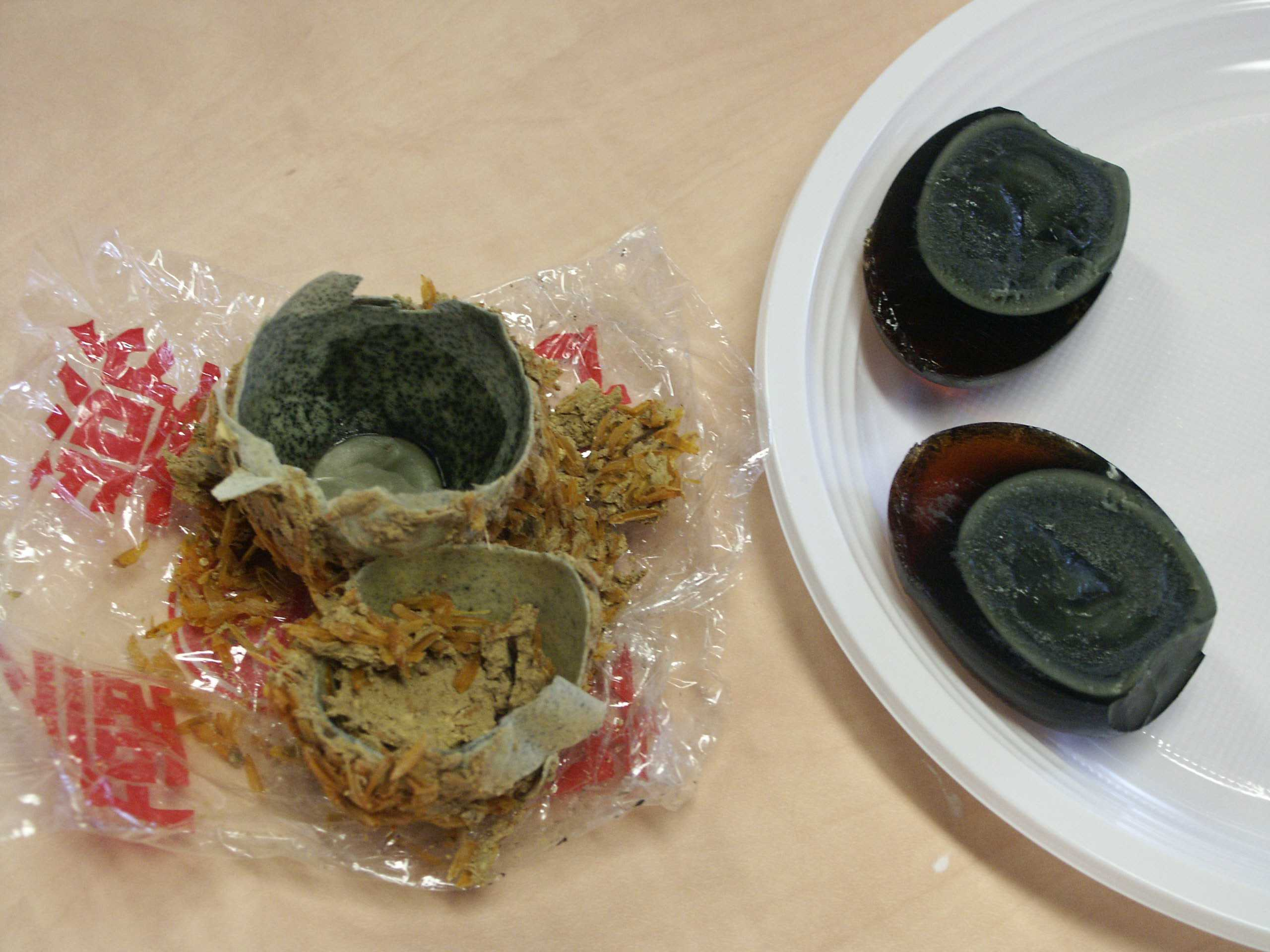
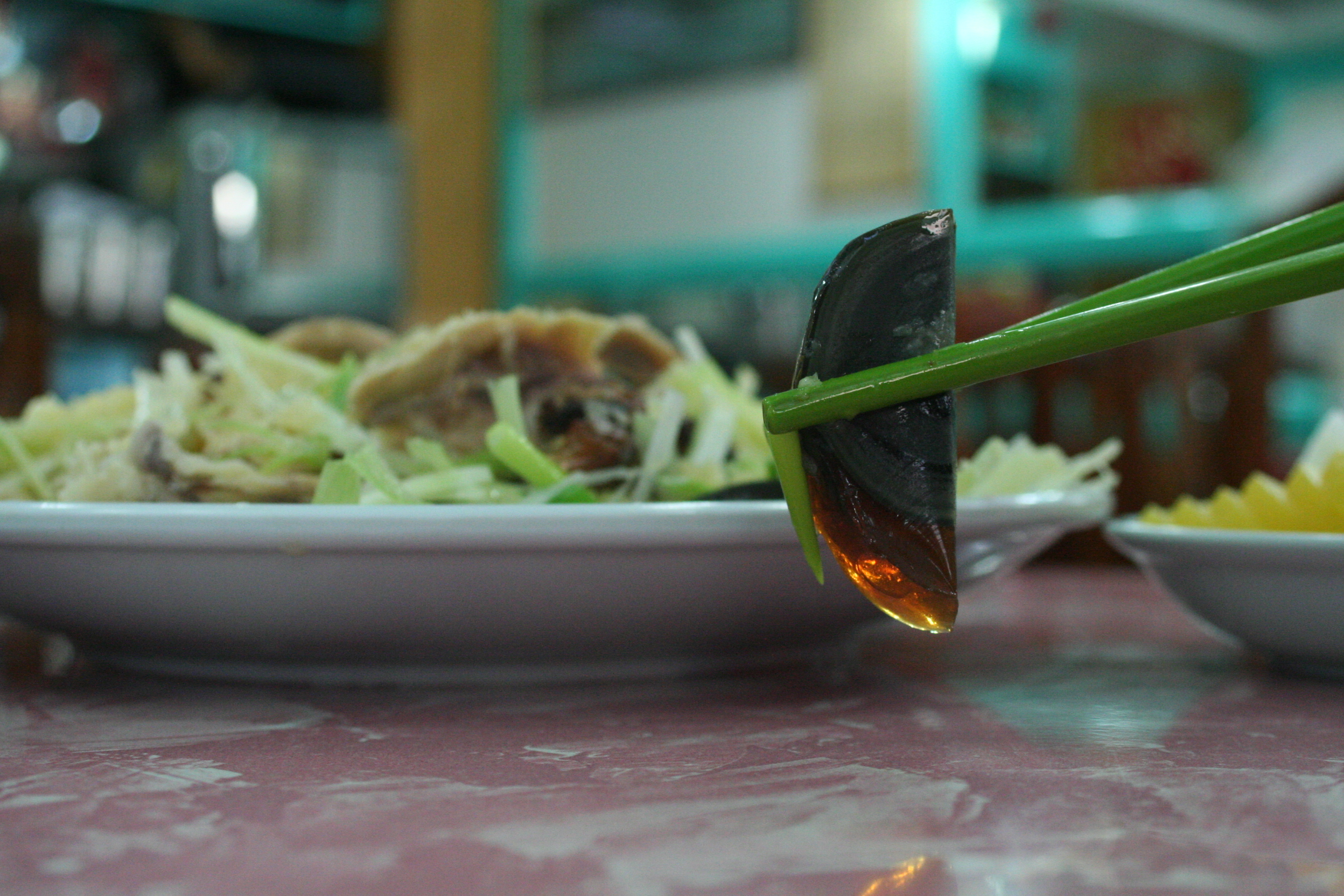
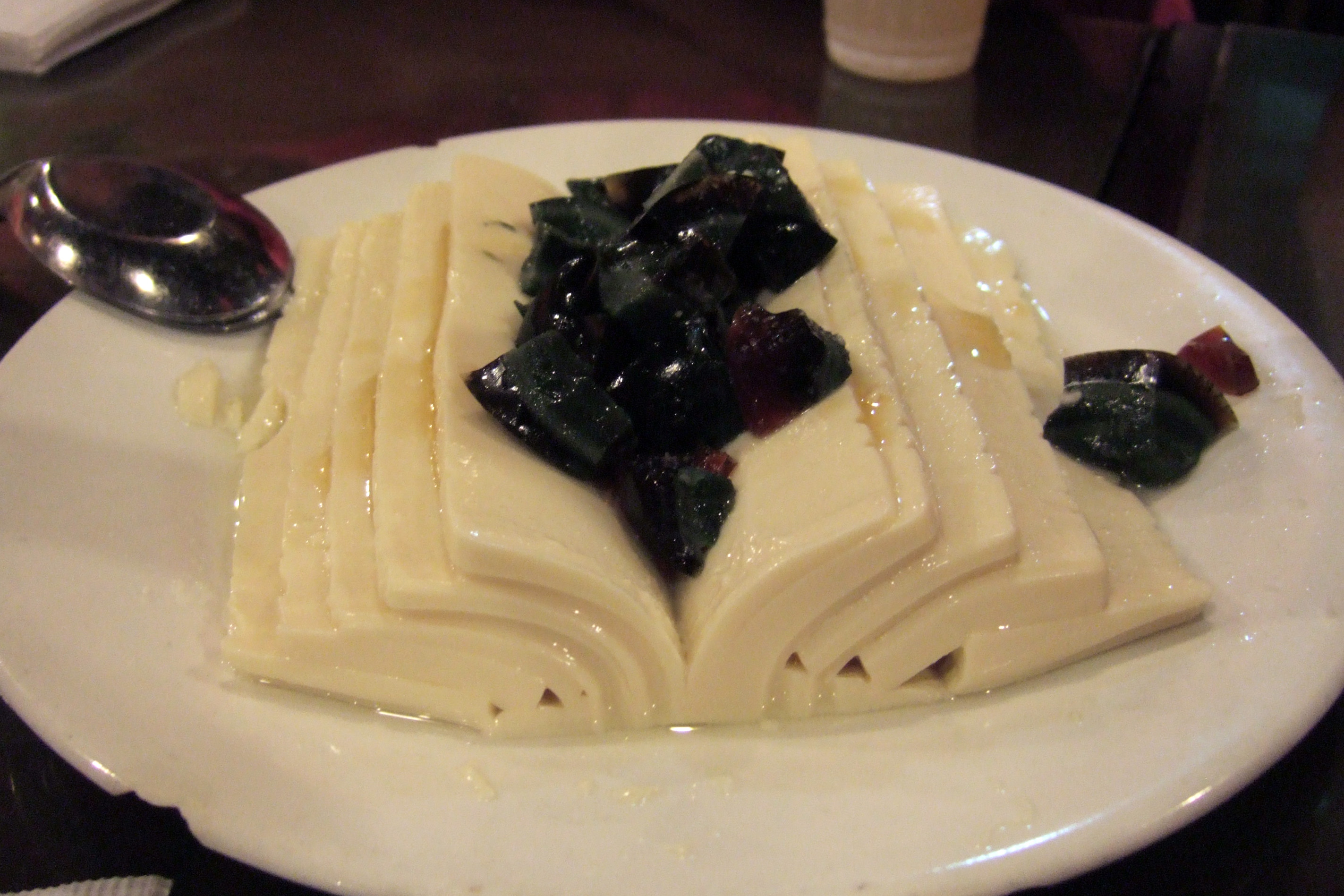
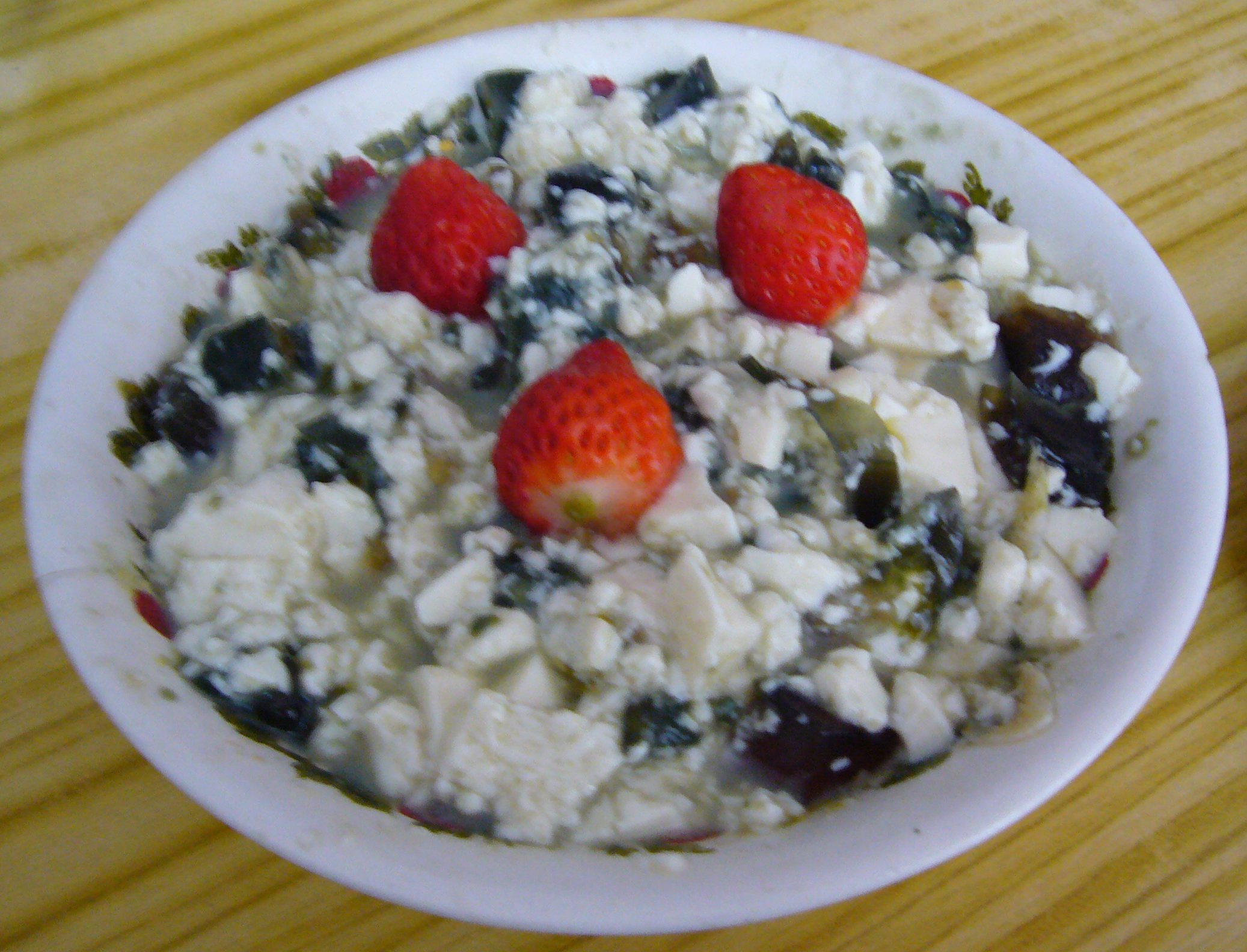
băm trộn trứng Bách Thảo với đậu phụ.
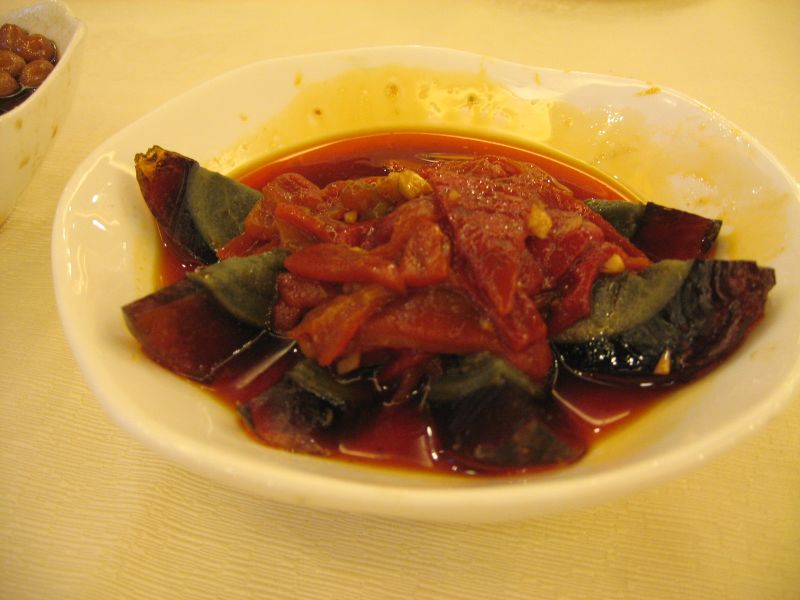
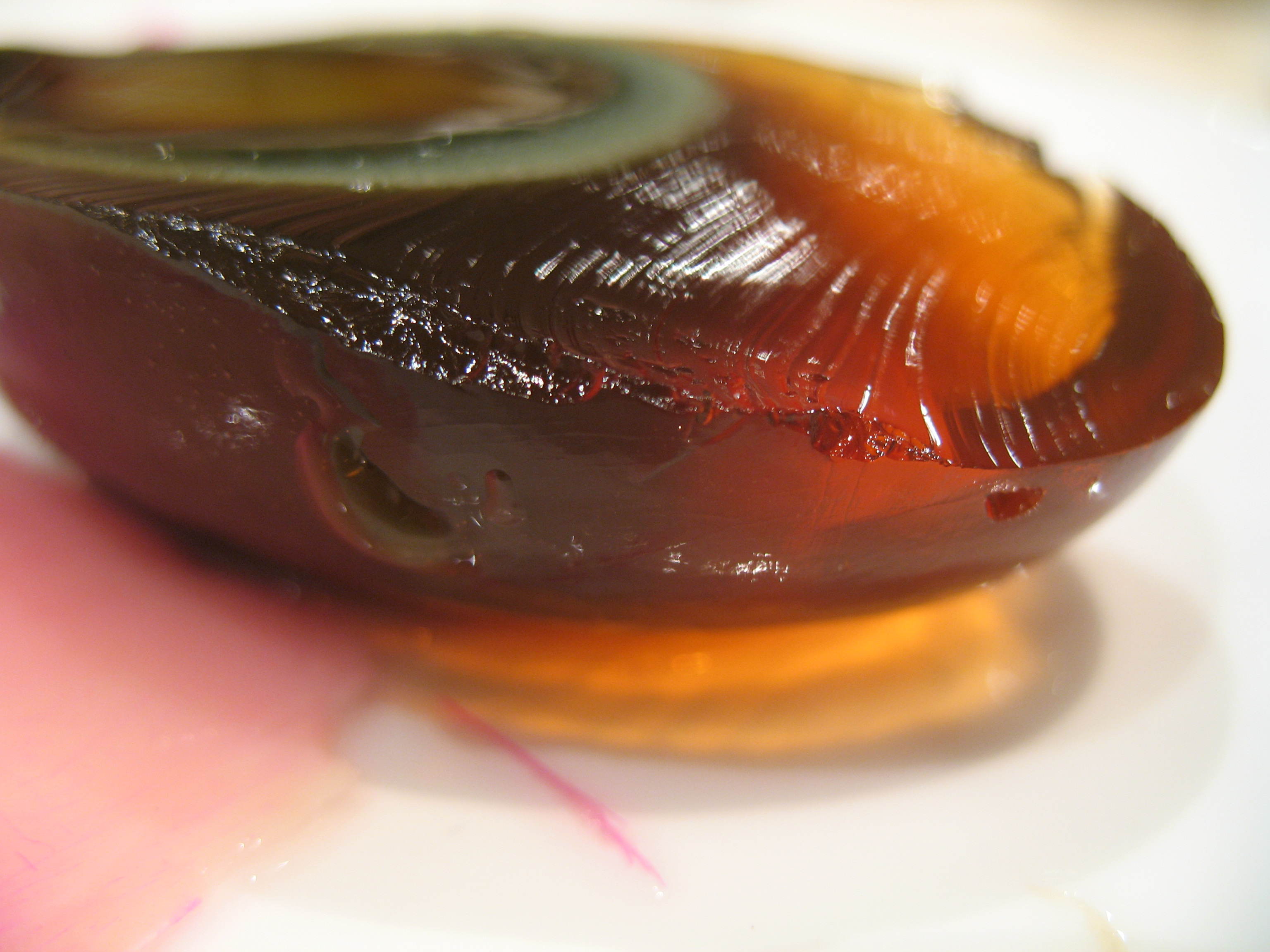

## Ẩm thực
Trứng vịt Bách Thảo sau khi bóc vỏ có thể ăn ngay mà không cần chế biến cầu kỳ. Nó như một món đồ nguội ăn khai vị và được ưa chuộng tại nhiều nơi:
- Người Quảng Đông thường bọc xung quanh từng lát trứng Bách Thảo với nhiều lát gừng xắt mảnh.
- Người Thượng Hải băm trộn trứng Bách Thảo với đậu phụ.
- Ở Đài Loan, người ta thái trứng Bách Thảo thành từng lát, kế đó phủ lên mặt trứng đậu phụ lạnh với nước xốt Katsuobushi và dầu mè, tương tự như món Hiyayakko của người Nhật Bản.
- Ở miền Bắc Trung Quốc, người ta phủ đậu phụ lạnh lên bề mặt trứng, thêm vào một ít gừng non xắt sợi nhuyễn, hành củ băm nhừ và rưới lên trên cùng một hỗn hợp nước xốt đậu nành hoặc dầu mè.
- Tại Việt Nam, người ta ăn trứng bắc thảo sống với củ kiệu và tôm khô hoặc đem nấu cháo,... cũng như chế biến các món ăn cầu kỳ khác. Ngoài ra, giới trẻ hiện nay rất chuộng món súp cua ăn cùng trứng vịt bắc thảo.